# Zirconium(IV)-hydrogenphosphat
Zirconium(IV)-hydrogenphosphat ist eine anorganische chemische Verbindung des Zirconiums aus der Gruppe der Phosphate.

## Gewinnung und Darstellung
Bei der Fällung von Phosphaten von Zirconium, Hafnium oder Titan aus salzsauren Lösungen der Metallsalze mit Phosphat entstehen gelartige röntgenamorphe Niederschläge, deren Zusammensetzung annähernd der Formel M(HPO4)2·H2O (M = Ti, Zr, Hf) entspricht, aber wegen des polymeren Charakters je nach Herstellungsbedingungen mehr oder weniger davon abweicht. Durch geeignete Verfahren lassen sich jedoch auch kristalline, in der Zusammensetzung besser definierte Phosphate (zum Beispiel Zirconiumorthophosphat) darstellen. Hiervon sind wegen des Kationenaustauschvermögens Zirkoniumphosphate eingehend studiert worden.
Zirconium(IV)-hydrogenphosphat kann durch Reaktion von Zirconylchlorid-Octahydrat mit Phosphorsäure gewonnen werden.

## Eigenschaften
Zirconium(IV)-hydrogenphosphat ist ein weißer, kristalliner Feststoff mit Schichtstruktur, der isotyp zu den analogen Phosphaten von Titan, Germanium, Zinn und Blei ist. Er verliert bei 110 °C reversibel sein Kristallwasser und zersetzt sich bei 700 °C zu ZrP2O7. In konzentrierten Mineralsäuren, mit Ausnahme von Flusssäure, ist es schwer löslich. Die Schichtstruktur kann eine variierende Anzahl von Kristallwasser (0..2) zwischen den Schichten aufnehmen, wobei sich auch der Abstand der Schichten ändert. In der Literatur wird (im Gegensatz zu der sonst üblichen Nomenklatur von Modifikationen) das Monohydrat als α-Zirconiumphosphat, das Dihydrat als γ-Zirconiumphosphat und das Anhydrat als β-Zirconiumphosphat bezeichnet. α-Zirconiumphosphat hat eine monokline Kristallstruktur mit der Raumgruppe P21/c (Raumgruppen-Nr. 14) und Z=4. Das Dihydrat besitzt ebenfalls eine monokline Kristallstruktur.

## Verwendung
Zirconium(IV)-hydrogenphosphat wird zur Herstellung von Verbindungen mit einer organischen bzw. anorganischen Schichtstruktur verwendet. α-Zirconium(IV)-hydrogenphosphat kann zur Entfernung von Ca2+ und Mg2+ Ionen aus Lösungen verwendet werden. γ-Zirconium(IV)-hydrogenphosphat kann zum Ionenaustausch mit Phosphatestern eingesetzt werden.